# Marracos
Marracos – gmina w Hiszpanii, w prowincji Saragossa, w Aragonii, o powierzchni 16,92 km². W 2011 roku gmina liczyła 106 mieszkańców.